# Partito Pirata
     Partito Pirata ufficialmente registrato
     Partito Pirata attivo ma non registrato
     In discussione con il PP Internazionale
     Nessun Partito Pirata

Logo del Partito Pirata

Diffusione del Partito Pirata al 2013:
Partito Pirata ufficialmente registrato
Partito Pirata attivo ma non registrato
In discussione con il PP Internazionale
Nessun Partito Pirata

Il Partito Pirata (PP) è una serie di partiti politici diffusi in numerosi Paesi. Nel programma hanno in comune il rafforzamento dei diritti civili, maggiori istituti di democrazia liquida, la riforma del diritto d'autore e dei brevetti, la libertà di circolazione della conoscenza, l'utilizzo di software liberi e open source, la protezione dei dati personali, maggiore trasparenza e libertà d'espressione, l'educazione libera, la lotta alla corruzione, la neutralità della rete e l'opposizione alla sorveglianza di massa, alla censura e ai colossi tecnologici GAFAM.
Il primo nato è stato il Partito Pirata svedese all'inizio del 2006.
La loro filosofia libertaria si basa sull'idea che Internet sia uno spazio pubblico e che tutti debbano avere il diritto di accedervi in egual misura, sostengono che l'interferenza dei governi e delle grandi multinazionali dell'IT viola il diritto di vivere come si vuole, senza paura o coercizione e che i cittadini dovrebbero avere il diritto di esprimere le proprie opinioni liberamente e senza restrizioni, anche se tali opinioni sono controverse o impopolari. L'attenzione del Partito Pirata per queste idee si allinea bene con i principi del libertarismo civile e del cyberlibertarismo, rendendolo forte alleato nella lotta per le libertà individuali.
Il nome Partito Pirata allude alla pirateria online, i partiti pirata non rappresentano i pirati dei mari.
L'intento è quello di modificare, sia legalmente, sia concettualmente, il copyright e il diritto d'autore, in quanto sono da essi considerati troppo sbilanciati in favore dello sfruttamento economico a scapito dello sviluppo culturale della società.

## Organizzazioni internazionali
L'Internazionale dei Partiti Pirata è l'organizzazione internazionale che unisce i partiti pirata nazionali. Fondata nel 2006 come un'unione informale di partiti indipendenti tra loro, dall'ottobre 2009 ha ottenuto lo status di organizzazione non governativa in Belgio. La fondazione ufficiale con l'adozione di uno statuto è avvenuta in una conferenza tra il 16 e il 18 aprile 2010 a Bruxelles, a cui hanno partecipato delegati provenienti da 22 Paesi.
Il Partito Pirata Europeo è l'organizzazione europea che unisce i partiti pirata nei Paesi dell'Unione europea. Fondato nel 2013 ha come scopo la collaborazione dei vari partiti pirata nell'ambito delle attività nell'Unione Europea e nelle elezioni europee.

## I partiti pirata in Europa

### Partito Pirata Italiano
Il Partito Pirata Italiano (PPIT) è stato fondato il 16 settembre 2006 ed è membro fondatore dell'Internazionale dei Partiti Pirata e del Partito Pirata Europeo.
Il 18 dicembre 2011 i membri del Partito Pirata approvano il nuovo statuto che pone la democrazia liquida e l'Assemblea Permanente alla base del funzionamento pratico e politico del Partito.
La prima Assemblea Occasionale del partito si è tenuta il 23 e 24 marzo 2013 a Milano. Nella seconda Assemblea Occasionale, tenutasi a Firenze il 25 gennaio 2014, Luca Cappelletti viene eletto rappresentante legale del partito.
Il Partito Pirata Italiano ha di volta in volta collaborato con diversi partiti della sinistra italiana: alle elezioni europee del 2009 ha candidato il segretario Alessandro Bottoni come indipendente con Sinistra Ecologia Libertà nella circoscrizione Italia nord-orientale (820 preferenze, non eletto); alle elezioni regionali nel Lazio del 2013 ha candidato Arturo Di Corinto come indipendente nelle liste di Sinistra Ecologia Libertà (neppure egli eletto); alle elezioni amministrative del 2013 ha presentato una propria lista a Roma, in appoggio al candidato di Repubblica Romana Sandro Medici, raccogliendo 720 voti e lo 0,07% delle preferenze e non ottenendo seggi in consiglio comunale; alle elezioni europee del 2014 il Partito Pirata ha invece supportato alcuni candidati della lista L'Altra Europa con Tsipras che ne condividevano gli ideali (progetto DigiTsipras); alle elezioni amministrative del 2014 il Partito Pirata si è presentato nel comune di Pioltello con una lista denominata Pioltello Pirata e con Cosimo Antonio Gervasi candidato alla carica di sindaco, ottenendo l'1,04% dei voti e nessun seggio in consiglio comunale.
Dal 2015, così come in Brasile, il Partito Pirata Italiano promuove l'Internet Ungovernance Forum insieme a tutte quelle realtà e reti, territoriali e nazionali, che si battono per la neutralità della rete, la libertà d'espressione e conoscenza, la privacy e la democrazia liquida. Sostiene anche il repubblicanesimo, l'antifascismo e appoggia il Comitato per i diritti civili delle prostitute.
Nel 2019 il Partito Pirata è stato in corsa per le elezioni europee di maggio con proprie liste candidati su tutte e 5 le circoscrizioni, ottenendo 60.809 voti (0,23%) e non riuscendo a eleggere alcun parlamentare.
Nel II congresso nazionale del 25 ottobre 2020 Maria Rosaria Lo Muzio viene eletta nuovo segretario del partito, Emmanuele Somma nuovo tesoriere e Aldo A. Pazzaglia nuovo garante.

### Partito Pirata Svedese
In Svezia, il Partito Pirata (Piratpartiet) è un partito politico nato all'inizio del 2006 per iniziativa di Rickard Falkvinge.
L'intento era quello di presentare un partito, alle elezioni politiche svedesi dello stesso anno, che si attivasse per modificare, sia legalmente, sia concettualmente, il diritto d'autore e i brevetti, per difendere la libertà della Rete e la riservatezza dei cittadini. Secondo il partito, infatti, i diritti d'autore, i brevetti e le minacce di restrizione delle libertà d'informazione sono strumentalizzate a fini economici e ostacolano lo sviluppo sociale.

### Partito Pirata Tedesco
In Germania il Partito Pirata (Piratenpartei) partecipa alle sue prime elezioni con le europee del 2009 raccogliendo lo 0,9% dei voti dell'elettorato tedesco. Nelle Elezioni federali in Germania del 2009 ha più che raddoppiato i voti ottenendo il 2,0%, risultando il primo partito fra quelli che non hanno superato la soglia di sbarramento. Successivamente il partito è cresciuto raggiungendo l'8,9% nelle elezioni del Land di Berlino nel settembre 2011 (per la prima volta a livello di Land tedesco, il partito ha superato lo sbarramento del 5% conquistando seggi) poi nuovamente superato con il 7,4% nelle elezioni della regione della Saarland nel marzo 2012, con l'8,3% nelle elezioni statali della regione Schleswig-Holstein e con il 7,5% nelle elezioni per la regione Renania Settentrionale-Vestfalia del maggio 2012.

### Partito Pirata Ceco
Nella Repubblica Ceca il Partito Pirata Ceco (Česká Pirátská Strana) è stato fondato nel 2009. Nelle elezioni del 2012 ha conquistato 1 seggio al Senato mentre nelle elezioni amministrative del 2014 è entrato in vari consigli comunali, tra cui quello della capitale, Praga, e diventando il primo partito a Mariánské Lázně. Alle elezioni parlamentari del 2017 ha conquistato 22 seggi su 200 grazie al 10,79% dei voti posizionandosi terzo partito.

### Partito Pirata Islandese
In Islanda il Partito Pirata (Píratar) è stato fondato nel 2012. Si è presentato per la prima volta alle elezioni parlamentari in Islanda del 2013 ottenendo il 5,1% dei voti e 3 seggi all'Althing. Alle elezioni del 29 ottobre 2016 prese il 14,48% dei voti per un totale di 10 seggi su 63, dietro solamente ai Verdi (15,31%) e al Partito dell'Indipendenza (29,00%).

## Lista dei partiti pirata nel mondo
Dopo l'esperienza svedese sono nate associazioni o veri e propri partiti in tutto il mondo che si rifanno allo stesso partito e riportano il sostantivo "pirata" nella denominazione, utilizzano la vela nera stilizzata iscritta in un cerchio e logo principale del Partito svedese. Ci sono partiti Pirata ufficialmente registrati in Spagna, Austria, Grecia, Israele, Brasile, Paesi Bassi e Kazakistan. Ci sono partiti Pirati non registrati ma attivi negli Stati Uniti d'America, Regno Unito, Australia, Francia, Polonia, Russia e Belgio.
| Nazione              | Logo | Nome partito in lingua originale                                                                 | Anno fondazione   | Note |
| -------------------- | ---- | ------------------------------------------------------------------------------------------------ | ----------------- | ---- |
| Argentina            |      | Partido Pirata de Argentina                                                                      | ?                 |      |
| Australia            |      | Pirate Party Australia                                                                           | 2009              |      |
| Austria              |      | Piratenpartei Österreichs                                                                        | 31 luglio 2006    |      |
| Belgio               |      | Piratenpartij Parti Pirate                                                                       | 28 giugno 2009    |      |
| Bielorussia          |      | Пірацкі цэнтр Беларусі                                                                           | 14 settembre 2012 |      |
| Bosnia ed Erzegovina |      | Piratska Partija Bosne i Hercegovine                                                             | 2010              |      |
| Brasile              |      | Partido Pirata do Brasil                                                                         | 28 luglio 2012    |      |
| Bulgaria             |      | Пиратска партия                                                                                  | 11 aprile 2010    |      |
| Canada               |      | Parti Pirate du Canada Pirate Party of Canada                                                    | 2009              |      |
| Rep. Ceca            |      | Ceská Pirátská Strana                                                                            | 2009              |      |
| Cile                 |      | Partido Pirata de Chile                                                                          | 2007              |      |
| Croazia              |      | Piratska Stranka Hrvatske                                                                        | marzo 2012        |      |
| Finlandia            |      | Piraattipuolue                                                                                   | 24 maggio 2008    |      |
| Francia              |      | Parti Pirate                                                                                     | 21 giugno 2006    |      |
| Germania             |      | Piratenpartei                                                                                    | 10 settembre 2006 |      |
| Grecia               |      | Κόμμα Πειρατών Ελλάδας                                                                           | 14 gennaio 2012   |      |
| Islanda              |      | Píratar                                                                                          | 24 novembre 2012  |      |
| Israele              |      | הַפִּירָאטִים Piratim                                                                                 | 2012              |      |
| Italia               |      | Partito Pirata Italiano                                                                          | 16 settembre 2006 |      |
| Kazakistan           |      | Қазақстан Пираттық Партиясы Qazaqstan Pırattyq Partııasy                                         | 11 gennaio 2010   |      |
| Marocco              |      | حزب القراصنة (المغرب                                                                             | 2011              |      |
| Montenegro           |      | Piratska Partija Crne Gore                                                                       | 11 giugno 2012    |      |
| Nuova Zelanda        |      | Pirate Party of New Zealand                                                                      | 2009              |      |
| Paesi Bassi          |      | Piratenpartij                                                                                    | 2010              |      |
| Regno Unito          |      | Pirate Party UK Plaid Môr-leidr DU                                                               | 30 luglio 2009    |      |
| Slovenia             |      | Piratska stranka Slovenije                                                                       | 17 ottobre 2012   |      |
| Stati Uniti          |      | United States Pirate Party                                                                       | 6 giugno 2006     |      |
| Svezia               |      | Piratpartiet                                                                                     | 1º gennaio 2006   |      |
| Svizzera             |      | Piratenpartei Schweiz Parti Pirate Suisse Partito Pirata della Svizzera Partida da Pirats Svizra | 12 luglio 2009    |      |
| Tunisia              |      | حزب القراصنة Parti Pirate                                                                        | 7 aprile 2012     |      |
| Tunisia              |      | حزب القراصنة التونسي Parti Pirate Tunisien                                                       | 27 settembre 2010 |      |
| Ucraina              |      | Піратська Партія України                                                                         | 27 settembre 2011 |      |
| Zambia               |      | Zambia Pirates Party                                                                             | ?                 |      |
| Zimbabwe             |      | Zimbabwe Pirates Party                                                                           | ?                 |      |